# Titus Oates
Titus Oates (15 de setembro de 1649 — 12/13 de julho de 1705) foi um perjurador inglês que criou o "complô papista", uma suposta conspiração católica para matar o rei Carlos II.

## Vida pregressa
Titus Oates nasceu em Oakham, Rutland. Seu pai Samuel (1610-1683), de uma família de tecelões de Norwich, formou-se no Corpus Christi College, em Cambridge, e tornou-se um ministro que migrou entre a Igreja Anglicana (em algum momento reitor de Marsham, Norfolk) e os batistas; tornou-se batista durante a Revolução Puritana,:5 voltando à igreja estabelecida na Restauração e foi reitor da Igreja de Todos os Santos em Hastings (1666–74).:3
Oates foi educado na Merchant Taylors' School e em outras escolas. Na Universidade de Cambridge, ingressou no Gonville and Caius College em 1667, mas transferiu-se para o St John's College em 1669; ele a abandonou mais tarde no mesmo ano sem um diploma. Um aluno menos astuto, era considerado por seu tutor como "um grande idiota", embora tivesse uma boa memória.:5 Em Cambridge também ganhou uma reputação de homossexual e de ter "jeito de fanático".
Ao alegar falsamente ter um diploma, obteve uma licença para pregar com o Bispo de Londres. Em 29 de maio de 1670, foi ordenado sacerdote da Igreja da Inglaterra. Foi vigário da paróquia de Bobbing, Kent, entre 1673 a 1674, e depois curato na Igreja de Todos os Santos em Hastings. Durante esse período, acusou um professor local de sodomia com um aluno, na esperança de conseguir o cargo dele. No entanto, a acusação mostrou-se falsa e o próprio Oates logo foi acusado de perjúrio, mas escapou da prisão e fugiu para Londres. Em 1675, foi apontado como capelão do navio HMS Adventure na Marinha Real.:54–55 Oates visitou a Tânger Inglesa com seu navio, mas foi acusado de sodomia, que era uma ofensa capital, e poupado apenas por causa de seu status de funcionário.:54–55 Foi demitido da Marinha em 1676.
Em agosto de 1676, Oates foi preso em Londres e voltou a Hastings para ser julgado por suas acusações pendentes de perjúrio, mas escapou pela segunda vez e voltou a Londres. Com a ajuda do ator Matthew Medburne, juntou-se à família do católico Henry Howard, Duque de Norfolk como capelão anglicano dos membros da casa, que eram protestantes. Embora fosse admirado por sua pregação, ele logo perdeu essa posição.
Na quarta-feira de cinzas de 1677, Oates foi recebido na Igreja Católica. Estranhamente, ao mesmo tempo, concordou como co-autor de uma série de panfletos anticatólicos de Israel Tonge, que conhecera através de seu pai Samuel, que mais uma vez voltou à doutrina batista.
Foi assim descrito pelo poeta John Dryden em Absalom and Achitophel::7

Afundados eram seus olhos, sua voz era áspera e alta,

Certos sinais de que ele não era colérico nem orgulhoso:

Seu queixo comprido provava sua inteligência, sua graça santa,

Um vermelhão da igreja e o rosto de Moisés.

## Contato com os jesuítas
Oates esteve envolvido com as casas jesuítas de St Omer, na França, e o Colégio Inglês, em Valladolid, na Espanha. Foi admitido no curso de treinamento para o sacerdócio em Valladolid com o apoio de Richard Strange, chefe da província inglesa, apesar da falta de competência básica em latim. Mais tarde, alegou, falsamente, ter recebido o título de Doctor of Divinity. Sua ignorância do latim foi rapidamente exposta, e suas conversas e ataques frequentemente blasfemos à monarquia chocaram seus professores e os outros alunos. Thomas Whitbread, o novo Provincial, adotou uma linha muito mais firme com Oates do que Strange e, em junho de 1678, o expulsou de St Omer.:58
Quando voltou para Londres, reacendeu sua amizade com Israel Tonge. Explicou que pretendia se tornar católico para aprender sobre os segredos dos jesuítas e que, antes de partir, ouvira falar de uma reunião planejada pelos jesuítas em Londres.

## Criando o complô papista
Oates e Tonge escreveram um longo manuscrito que acusava as autoridades da Igreja Católica na Inglaterra de aprovar o assassinato de Carlos II. Os jesuítas deveriam realizar a tarefa. Em agosto de 1678, o rei Carlos foi alertado sobre essa suposta conspiração contra sua vida pelo químico Christopher Kirkby e, mais tarde, por Tonge. O rei não ficou impressionado, mas entregou o assunto a um de seus ministros, Thomas Osborne, Conde de Danby; este estava mais disposto a ouvir e foi apresentado a Oates por Tonge.

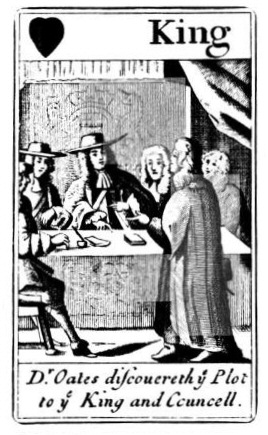
Oates revela a trama ao rei; uma de um conjunto de cartas que representam o complô por Francis Barlow, c. 1679

O Conselho Privado do rei questionou Oates. Em 28 de setembro, fez 43 alegações contra vários membros de ordens religiosas católicas – incluindo 541 jesuítas – e numerosos nobres católicos. Acusou sir George Wakeman, médico da rainha Catarina de Bragança, e Edward Colman, secretário de Maria de Módena, duquesa de Iorque, de planejar assassinar o monarca.
Embora Oates possa ter escolhido os nomes aleatoriamente, ou com a ajuda do conde de Danby, descobriu-se que Colman correspondia a um jesuíta francês, padre Ferrier, confessor de Luís XIV, o que foi suficiente para condená-lo. Wakeman foi posteriormente absolvido. Apesar da reputação desagradável do perjuro, seu desempenho confiante e sua excelente memória causaram uma impressão surpreendentemente boa no Conselho. Quando citou "de relance" os supostos autores de cinco cartas supostamente escritas pelos principais jesuítas, o Conselho ficou "surpreso". Como observa Kenyon, é surpreendente que não tenha ocorrido ao Conselho que isso fosse inútil como prova caso ele tivesse escrito todas as cartas.:79
Outros acusados por Oates incluíam o Dr. William Fogarty, o arcebispo Peter Talbot de Dublin, o parlamentar Samuel Pepys e John Belasyse, 1.º Barão Belasyse. Com a ajuda de Danby, a lista aumentou para 81 acusações. Oates recebeu um esquadrão de soldados e ele começou a reunir jesuítas, incluindo aqueles que o ajudaram no passado.
Em 6 de setembro de 1678, Oates e Tonge aproximaram-se de um magistrado anglicano, sir Edmund Berry Godfrey, e juraram uma declaração juramentada antes dele detalhando as acusações. Em 12 de outubro, Godfrey desapareceu e cinco dias depois seu corpo foi encontrado em uma vala na Primrose Hill; ele fora estrangulado e atravessado com sua própria espada. Oates posteriormente explorou esse incidente para lançar uma campanha pública contra os "papistas" e alegou que o assassinato do nobre havia sido obra dos jesuítas.
Em 24 de novembro de 1678, Oates afirmou que a rainha estava trabalhando com o médico do rei para envenená-lo. Recorreu à ajuda do "capitão" William Bedloe, que estava pronto para dizer qualquer coisa por dinheiro. O rei o interrogou pessoalmente e o pegou em várias imprecisões e mentiras. Em particular, afirmou imprudentemente ter tido uma entrevista com o regente da Espanha, João José, em Madri: o rei, que conheceu João José em Bruxelas durante seu exílio continental, destacou que a descrição irremediavelmente imprecisa de sua aparência deixou claro que ele nunca o vira. O rei ordenou sua prisão. Poucos dias depois, com a ameaça de uma crise constitucional, o Parlamento forçou sua libertação, que logo recebeu um apartamento do estado em Whitehall e um subsídio anual de 1 200 libras.
Oates estava cheio de prestígio. Pediu ao College of Arms para verificar sua linhagem e produzir um brasão para si e, posteriormente, recebeu os brasões de uma família que havia morrido. Surgiram rumores de que seria casado com uma filha de Anthony Ashley-Cooper, 1.º Conde de Shaftesbury.
Após quase três anos e a execução de pelo menos 15 homens inocentes, a opinião começou a se voltar contra Oates. A última vítima de alto nível do clima de suspeita foi Oliver Plunkett, arcebispo católico de Armagh, que foi enforcado, arrastado e esquartejado em 1 de julho de 1681. William Scroggs, o Lorde Chefe de Justiça, começou a declarar mais pessoas inocentes, como já havia feito no julgamento de Wakeman, e houve uma reação contra Oates e seus apoiadores Whig.

## Rescaldo

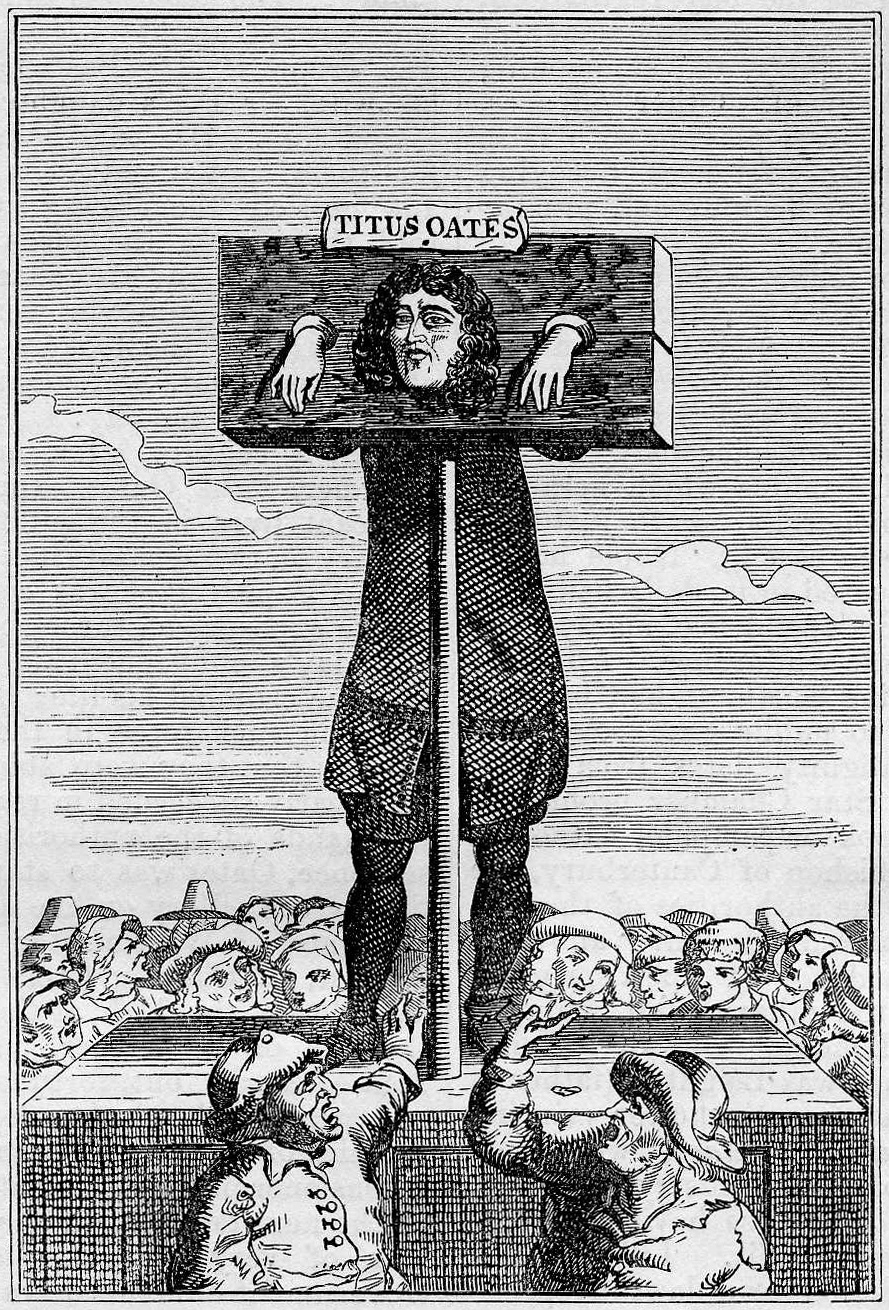
Gravura de Titus Oates com pilastra

Em 31 de agosto de 1681, Oates foi instruído a deixar seus apartamentos em Whitehall, mas ele permaneceu indiferente e até denunciou o rei e seu irmão católico, o duque de Iorque. Foi preso por sedição, condenado a uma multa de 100 000 libras e encarcerado.
Quando o duque de Iorque chegou ao trono em 1685 como Jaime II, o acusou e condenou por perjúrio, foi despido das roupas de trabalho, preso por toda a vida e foi "chicoteado pelas ruas de Londres cinco dias por ano pelo resto de sua vida." Foi retirado de sua cela usando um chapéu com o texto "Titus Oates, condenado por evidências completas de dois perjúrios horríveis" e colocado no pelourinho no portão da Westminster Hall, onde os transeuntes o atiravam com ovos. No dia seguinte, foi atacado em Londres e no terceiro dia despido, amarrado a um carrinho e chicoteado de Aldgate até Newgate. No dia seguinte, o chicote foi retomado. O juiz que presidiu o julgamento foi George Jeffreys, que afirmou que ele era uma "vergonha para a humanidade", ignorando o fato de que o próprio havia ajudado a condenar pessoas inocentes pelas evidências perjuradas do acusado. Tão severas foram as penas que se sugeriu que o objetivo era matá-lo por maus-tratos, já que Jeffreys e seus colegas juízes lamentavam abertamente que não poderiam impor a pena de morte em caso de perjúrio.
Oates passou os próximos três anos na prisão. Em 1689, após a adesão do protestante Guilherme de Orange e Maria, foi perdoado e recebeu uma pensão de 260 libras por ano, mas sua reputação não se recuperou. A pensão foi suspensa posteriormente, mas em 1698 foi restaurada e aumentada para 300 libras por ano. Morreu em 12 ou 13 de julho de 1705, até então uma figura obscura e amplamente esquecida.

## Na cultura popular
O artista Francis Barlow fez uma história em quadrinhos sobre o complô papista e Oates em 1682, intitulada A True Narrative of the Horrid Hellish Popish-Plot, que geralmente é considerado o exemplo mais antigo de uma história em quadrinhos de balão assinada.
Foi interpretado por Nicholas Smith na série de TV da BBC The First Churchills, de 1969. Em Charles II: The Power and the Passion (2003), foi interpretado por Eddie Marsan.